# Filippowka (Kaliningrad, Osjorsk)
Filippowka (russisch Филипповка, deutsch Philippsthal) ist ein Ort in der russischen Oblast Kaliningrad. Er gehört zur kommunalen Selbstverwaltungseinheit Munizipalkreis Osjorsk im Rajon Osjorsk.

## Geographische Lage
Filippowka liegt 22 Kilometer südwestlich der Rajonstadt Osjorsk (Darkehmen/Angerapp) an der Regionalstraße 27A-025 (ex R508). Im Ort mündet eine aus Nikolajewka (Waldburg) kommende Nebenstraße ein. Ein Bahnanschluss besteht nicht.

## Geschichte
Philippsthal war um 1830 ein Vorwerk des Gutes Kurkenfeld (heute russisch: Ablutschje) im Kreis Gerdauen mit 46 Einwohnern, gehörte später zum Gut Waldburg (heute russisch: Nikolajewka) und seit 1928 zur Landgemeinde Waldburg.
Im Januar 1945 wurde der Ort von der Roten Armee besetzt. Die neue Polnische Provisorische Regierung ging zunächst davon aus, dass er mit dem gesamten Kreis Gerdauen unter ihre Verwaltung fallen würde. Im Potsdamer Abkommen (Artikel VI) von August 1945 wurde die neue sowjetisch-polnische Grenze aber unabhängig von den alten Kreisgrenzen anvisiert, wodurch der Ort unter sowjetische Verwaltung kam. Im November 1947 erhielt er den russischen Namen Filippowka und wurde gleichzeitig dem Dorfsowjet Nekrassowski selski Sowet im Rajon Osjorsk zugeordnet. Die polnische Umbenennung des Ortes in Filipki im Oktober 1948 wurde nicht mehr wirksam. Von 2008 bis 2014 gehörte Filippowka zur Landgemeinde Nowostrojewskoje selskoje posselenije, von 2015 bis 2020 zum Stadtkreis Osjorsk und seither zum Munizipalkreis Osjorsk.

## Kirche
Vor 1945 war Philippsthal in das evangelische Kirchspiel Karpowen (1938–1946 Karpauen, seit 1946: Nekrassowo) eingepfarrt und gehörte zum Kirchenkreis Darkehmen (1938–1946 Angerapp, seit 1946: Osjorsk) in der Kirchenprovinz Ostpreußen der Kirche der Altpreußischen Union.
Heute liegt Filippowka im Einzugsbereich der evangelisch-lutherischen Gemeinde in Tschernjachowsk (Insterburg), die zur Propstei Kaliningrad in der Evangelisch-Lutherischen Kirche Europäisches Russland (ELKER) gehört.